# Зенит (завод, Уральск)
Уральский завод «Зенит» (каз. "Зенит" зауыты) — судостроительный завод в городе Уральск, Казахстан. Является лидером среди судостроительных предприятий Казахстана.

## История
Основа завода была положена в 1921 году в Ленинграде. В 1941 году завод был эвакуирован в Уральск. Изначально завод производил продукцию  для военных нужд и был известен под кодовым наименованием «Завод-231», «Почтовый ящик-38». В 1966—1991 годах завод именовался «Машиностроительный завод имени К.Е. Ворошилова». С 1996 года — акционерное общество.

## Директора завода[2]
- 1941 г. — Михаил Розенштейн;
- 1942-1944 гг. — Феодосий Компанец;
- 1944-1947 гг. — Иван Яблоков;
- 1947-1989 гг. — Пётр Атоян.
- 1989-2023 гг. — Вячеслав Валиев.
- 2023- н. в. — Муканов Кдржан Уракович.

## Продукция
Основную часть выпускаемой продукции завода составляет продукция судостроения: катера проекта 100 «Сұңқар» (Сункар), проекта 0200 «Бүркіт» (Беркут), проекта «FC-19», проекта 0210 «Айбар» и корабли проекта 0300 «Барс», проекта 250 «Барс-МО», противодиверсионный катер «Лашын».

## Мощность завода
Занимаемая территория — свыше 20 га, мостовые краны грузоподъëмностью  25 тонн.

## Награды
- Завод награждён Орденом Отечественной войны I степени.